# Håby landskommun
Håby landskommun var en tidigare kommun i dåvarande  Göteborgs och Bohus län.

## Administrativ historik
Den 1 januari 1863, när kommunalförordningarna började tillämpas, skapades över hela riket cirka 2 500 kommuner, varav 89 städer, 8 köpingar och resten landskommuner.
Då inrättades i Håby socken i Tunge härad i Bohuslän denna landskommun.
Vid kommunreformen 1952 uppgick kommunen i Munkedals landskommun som 1971 ombildades till Munkedals kommun.

## Politik

### Mandatfördelning i Håby landskommun 1938-1946
| 4 | 4 | 2 | 5 |

| 15 |

| 3 | 5 | 2 | 5 |

| 15 |

| 4 | 6 | 2 | 3 |

| 15 |